# Kalusha
Kalusha (* Juni 1980 in Accra, Ghana; eigentlich Forster Yeboah) ist ein Berliner Rapper. Sein Künstlername bedeutet Schwarzer Mann in seiner Muttersprache.

## Biografie
Im Alter von sieben Jahren wurde Kalusha, der in Accra aufwuchs, schwer herzkrank. Er wurde nach Berlin gebracht und dort operiert, seine Mutter und er blieben anschließend in Wedding. Yeboah war häufig in Schlägereien verwickelt. Mit zwölf Jahren wurde er das erste Mal von der Polizei aufgegriffen. Es folgten zahlreiche Straftaten, Aufenthalte in betreuten Wohneinrichtungen und Bewährungsstrafen. Polizei und Staatsanwaltschaft führten ihn als jugendlichen Intensivtäter. Mit 19 Jahren nahm Yeboah in seiner Privatwohnung erste Gangsta-Rap Tapes auf, die er an das Label Ypsilon-Recordz sandte, das ihn unter Vertrag nahm.
Im Juni 2001 verübte er mit einem Freund einen bewaffneten Raubüberfall auf eine Berliner Schlecker-Filiale. Die Polizei nahm die Täter noch in der Filiale fest. Yeboah  wurde zu einer Freiheitsstrafe von viereinhalb Jahren verurteilt, die er in der JVA Tegel abbüßte, welche er für 48 Stunden im Monat verlassen durfte. In den Aufenthalten in Freiheit produzierte er mit Ypsilon-Manager Kühling unter dem Künstlernamen Kalusha das Album Nicht zur Nachahmung empfohlen, das bis Ende 2004 über 4.000 mal verkauft wurde und in dem er seine Vergangenheit verarbeitet. Insbesondere im Song Kein Buster, der seine Lebensgeschichte erzählt. Für VIVA produzierte Kalusha dazu ein Musikvideo, das in einem ausrangierten DDR-Gefängnis gedreht wurde. Das Video ist auch Bestandteil der Dokumentation Rap City Berlin Auch die Videos zu Die Einführung und Kugeln kennen keine Rücksicht wurden bei Viva gespielt.
Bei der Promotion des Albums griff Ypsilon-Recordz zu drastischen Mitteln und benutzte die kriminelle Karriere von Forster Yeboah als Marketinginstrument. So verschickte das Label beispielsweise das Album in einer Postsendung mit Patronenhülsen an Radiostationen. Die SPD-Politikerin Monika Griefahn forderte im Bezug zu Kalusha Radio- und Fernsehsender auf, gewaltverherrlichende, pornografische und rassistische Rap-Songs aus dem Programm zu nehmen.
Für ein Feature mit Eko Fresh fuhr er nach Köln und beging dort die Straftat Fahren ohne Fahrerlaubnis, wodurch er seinen Freigängerstatus verlor. Er musste zurück in die Justizvollzugsanstalt und seine Strafe nun absitzen, anschließend wurde er abgeschoben und kehrte zunächst in seine Heimat nach Ghana zurück. Zwischen 2009 und 2010 kehrte Kalusha auf legalem Wege nach Deutschland zurück und wurde bereits kurz nach seiner Einreise von Said kontaktiert und von diesem dazu überredet, bei dessen Label Hoodrich einzusteigen. Kalusha jedoch verließ das Label kurze Zeit später wieder, weil er sich, bedingt durch seine privaten Sorgen, die er hatte, nicht auf die Musik konzentrieren konnte. Er begann später mit den Aufnahmen seines zweiten Studioalbums Prototyp, welches schließlich am 8. Oktober 2016 erschien.

## Diskografie
- 2004: Kugeln kennen keine Rücksicht (Single)
- 2004: Die Einführung feat. Drunken Masters (Single)
- 2004: Nicht zur Nachahmung empfohlen (Album)
- 2015: Keine Liebe feat. Greeny Tortellini (Single)
- 2016: Prototyp (Album)[8]